# Рампрасад Сен
Рампрасад Сен (*রামপ্রসাদ সেন, 1718 або 1723 —1775) — бенгальський поет та композитор XVIII ст.

## Життєпис
Народився у с. Халісахар, поблизу Калькутти (сучасна Колката). Син Амрі Сени, лікара, який слідував «Аюрведі». Родина його була прихильницею тантри. У школі (тол) здобув знання з граматики, літератури, вивчив гінді та перську мови. Замолоду виявив хист до поезії й музики. Втім батько бажав, щоби Рампрасад продовжив його справу. У 22 роки змусив того одружитися (з Сарвані). Проте молодий Сена не бажав вивчати лікарську справу, абільше приділяв уваги садхані (духовному вдосконаленю).
Після смерті батька він переїхав до Калькути, де за 30 рупій працював бухгалтером у конторі Дургачаран Мітрі, який оцінив талант Сени, наказавши повертатися на батьківщину. При цьому продовжував сплачувати зарплатню. Тут про нього почув магараджа Крішначандра Рой (заміндар Сірадж-уд-даули, набоба Бенгалії), який запросив Рампрасада Сена до свого двору. Поет отримав від магараджі почесний титул кабіранджана (голова поетів) та значний клаптик землі, що дозволило йому вести безбідне життя й займатися творчістю. Водночас Сена підтримував добрі стосунки з набобом Бенгалії.
В цей час стає одним з провідників руху шива-бгакті у Бенгалії. Сприяв його розповсюдженню за допомогою своїх поем.
Після смерті своїх благодійників (Крішначандри Роя та Сірадж-уд-даули) Рампрасад продовжував жити у своєму матку, майже не залишаючи його, й займався поезією та складання пісень і мелодій. Помер у 1775 році.

## Творчість
Більша частина творчості Сени присвячена оспівуваню богині Калі (від маленької дівчини до дорослої жінки). Окрім життя богині в поемах надається опис життя тогочасних бенгальців, их труднощі
Також присвятив свою поему «Від'ясундар» магарадже Крішначандрі Рою.
В доробку Сени близько 300 пісень. У складанні пісень поєднав форми народної музики, що характерно було для «мінестрелів»-баулів), класичну музику та кіртан, своєрідна комбінація фольклору та раґі. основною темою була Калі. Ці пісні навіть отримали назву на честь Сени — рампрасаді. Ці пісні дотепер популярні у Бенгалії.